# Dylan Aquino
Dylan Fabricio Aquino (Florencio Varela, 4 giugno 2005) è un calciatore argentino, attaccante del Lanús.

## Carriera

### Club
Aquino è cresciuto nel settore giovanile del Lanús, con cui ha firmato il primo contratto professionistico nel febbraio del 2023. Ha debuttato in prima squadra il 17 giugno 2023 nell'incontro di Copa de la Liga Profesional pareggiato 1-1 contro l'Unión (SF).

### Nazionale
Ha giocato nella nazionale argentina Under-20.

## Statistiche

### Presenze e reti nei club
Statistiche aggiornate all'11 maggio 2025.
| Stagione        | Squadra         | Campionato      | Campionato | Campionato | Coppe nazionali | Coppe nazionali | Coppe nazionali | Coppe continentali | Coppe continentali | Coppe continentali | Altre coppe | Altre coppe | Altre coppe | Totale | Totale | Totale |
| Stagione        | Squadra         | Comp            | Pres       | Reti       | Comp            | Pres            | Reti            | Comp               | Pres               | Reti               | Comp        | Pres        | Reti        | Pres   | Reti   |        |
| --------------- | --------------- | --------------- | ---------- | ---------- | --------------- | --------------- | --------------- | ------------------ | ------------------ | ------------------ | ----------- | ----------- | ----------- | ------ | ------ | ------ |
| 2023            | Lanús           | PD              | 2          | 0          | CA+CdL          | 0+2             | 0               | -                  | -                  | -                  | -           | -           | -           | 4      | 0      |        |
| 2024            | Lanús           | PD              | 18         | 1          | CA+CdL          | 0               | 0               | CS                 | 5                  | 0                  | -           | -           | -           | 23     | 1      |        |
| 2025            | Lanús           | PD              | 16         | 0          | CA              | 1               | 1               | CS                 | 4                  | 1                  | -           | -           | -           | 21     | 2      |        |
| Totale carriera | Totale carriera | Totale carriera | 36         | 1          |                 | 3               | 1               |                    | 9                  | 1                  |             | -           | -           | 48     | 3      |        |